# مغناطیس‌کاهی
کاهش میدان مغناطیسی ناو با قرار دادن سیم در سینه و پاشنهٔ آن برای در امان ماندن در برابر مین‌ها و اژدرهای مغناطیسی دشمن را مغناطیس‌کاهی یا مغناطیس‌زدایی (انگلیسی: Degaussing) می‌گویند.
برای مغناطیس‌کاهی کشتی کابلی از اطراف بدنه کشتی گذرانده می‌شود و جریان مستقیم لازم برای خنثی‌سازی اثر مغناطیسی از آن عبور داده می‌شود.
حذف یا پاک کردن اطلاعات از نوار یا دیسک مغناطیسی را نیز مغناطیس‌زدایی یا امحاء مغناطیسی می‌گویند. در این روش، ساختار اطلاعاتی قطعه کلاً منهدم می‌شود هرچند فیزیک قطعه مثلاً هارد دیسک سالم مانده است اما هیچگونه اطلاعاتی بر روی آن موجود نیست. این روش در هاردهای مغناطیسی یا نوارهای مغناطیسی کاربرد دارد.